# Perigracilia tenuis
Perigracilia tenuis là một loài bọ cánh cứng trong họ Cerambycidae.